# Cuchilla (herramienta)

Diferentes tipos de cuchillas.

Una cuchilla es la parte plana de una herramienta o de un arma que tengan normalmente un solo filo o un extremo afilado hechos generalmente de metal como el acero para cortar, apuñalar, rebanar, arrojar, empujar, o golpear.

## Técnicas de producción
El material para las cuchillas de las armas debe ser seleccionado cuidadosamente, pues se requiere un equilibrio entre la dureza y la ligereza para funcionar correctamente. En la antigüedad, el principal metal usado era el cobre, luego bronce, hierro y finalmente acero. Antes de la invención del acero, fueron desarrolladas varias técnicas para reducir la fragilidad del hierro. Quizás el más bien conocido es la patrón de soldadura, una técnica usada para las katanas (espadas de samurái) o cuchillas de Damasco. Esta era una técnica que exigía mucho trabajo por lo que dichas espadas eran muy costosas.
Varias técnicas se pueden emplear también para hacer la lámina más fuerte o más dura. El cobre y el bronce pueden ser endurecidos simplemente golpeando la lámina con un martillo mientras está frío. Las láminas hechas de acero con alto contenido de carbono (mayor de 0,2 %) pueden ser sometidas a un tratamiento térmico calentando el acero hasta un punto crítico (la mayoría de las aleaciones llegan a ser no magnéticas en ese punto) y entonces apagándolo en agua. El apagar pone una cantidad enorme de tensión en el metal, y a menudo una espada se rompería en pedazos durante ese paso. Si sobreviviera la espada tratada al calor, sería templada calentándola a una temperatura relativamente baja por un período largo. El proceso de templado la haría levemente más suave, pero también más resistente y «más elástica», y así menos probable de romperse o saltar durante los rigores del combate.
El endurecimiento por envase es un proceso para aumentar el contenido de carbono en la superficie del acero con muy poco carbono. Se hace poniendo el objeto que se endurecerá dentro de un recipiente sellado junto con el material que contiene carbono; en la antigüedad, este material era generalmente cuerno o piel. El envase entonces era calentado hasta que se ponía al rojo, y mantenido a esa temperatura por un rato, según el tamaño de la pieza, permitiendo que el carbono penetrara en el acero por algunos milésimas de centímetro. En ese punto, el objeto sería descargado fuera del envase en un baño de agua para apagarlo, dando por resultado una superficie muy dura, pero con el núcleo totalmente sin templar. Hay muy poca evidencia de que esto se haya hecho alguna vez a las espadas excepto, quizás, en las más tempranas cuchillas de hierro.
Otro aspecto importante de muchas láminas son los surcos practicados sobre la cuchilla. A pesar de creencia popular, los surcos no eran para facilitar una sangría más rápida de la víctima. Los surcos ayudaron algo a hacer la cuchilla más liviana mientras que todavía conservaban buena parte de su fuerza. Se hacían colocando una lámina calentada sobre un surco inferior, fijando uno de tamaño similar en el lado superior de la espada, y golpeando el superior con un martillo.

## Variaciones en las cuchillas

### Decoración
La decoración fue aplicada a menudo a la cuchilla generalmente grabándola y a veces embutiéndola con oro. Durante el siglo XIX, llegó a ser común a los diseños del grabado de dibujos en la cuchilla usando ácido y una plantilla de cera.

### Forma
Las espadas pueden tener una cuchilla recta o curva. Una espada recta fue pensada sobre todo para cortar y apuñalar, mientras que una espada curvada era mejor para rajar. La diferencia entre apuñalar y rajar es esencialmente igual que la diferencia entre usar un cuchillo de carnicero y un cuchillo de cocinero; uno clava un borde directamente en un material mientras que el otro se desliza a lo largo del material para conseguir más bien una acción rebanadora.
Para un jinete, el apuñalar no era práctico porque es duro hacer que un caballo se mueva rápidamente al revés si el fallo de la embestida empuja a la víctima. El caballero entonces estaría a merced de su víctima. Esto no era así de importante en cargas formadas por la caballería, pues en tales ataques la caballería estaría a menudo en formaciones compactas en las cuales el rajado no sería posible. Por lo tanto, la caballería pesada europea tenía generalmente espadas rectas.
La caballería que se enfrentaba a un solo combate o con formaciones más sueltas había curvado normalmente las espadas. Para cortar, una espada tenía que ser introducida a través de la piel de la víctima, y una espada curva era más conveniente para esto. La lámina era afilada solamente en el borde externo y el radio de curvatura era igual a la distancia del centro sobre el cual la lámina era girada - es decir la distancia de la cuchilla hasta el hombro.
En espadas europeas curvas, ésta era generalmente la longitud de un brazo completo, pero en Oriente Medio y espadas indias es generalmente una distancia mucho más corta - típicamente 50 centímetros o así (véase cimitarra). Esto dio a la caballería del este una gran ventaja sobre sus contrincantes europeas porque podían luchar en una distancia más cercana que los europeos y por lo tanto tenerlos dentro de su arco.